# Hosszúfarkú réticsiröge
A hosszúfarkú réticsiröge (Leistes loyca) a madarak osztályának verébalakúak (Passeriformes) rendjébe, azon belül a csirögefélék (Icteridae) családjába tartozó faj.

## Rendszerezése
A fajt Juan Ignacio Molina chilei ornitológus írta le 1782-ben, a Sturnella nembe Sturnella loyca néven. Egyes szervezetek jelenleg is ide sorolják.

## Előfordulása
Dél-Amerika déli részén, Argentína, Chile, a Falkland-szigetek és Déli-Georgia és Déli-Sandwich-szigetek területén honos. Természetes élőhelyei a mérsékelt övi füves puszták és cserjések, valamint szántóföldek és legelők. Vonuló faj.

## Megjelenése
A hím átlagos testhossza 26,9 centiméter, a testtömege 112,4 gramm, a tojóé átlag 97,1 gramm.
|  |

## Életmódja
Rovarokkal és más ízeltlábúakkal táplálkozik, de néha gyümölcsöket is fogyaszt.

## Természetvédelmi helyzete
Az elterjedési területe rendkívül nagy, egyedszáma pedig stabil. A Természetvédelmi Világszövetség Vörös listáján nem fenyegetett fajként szerepel.